# Любень-Куявський
Любень-Куявський (пол. Lubień Kujawski) — місто в центральній Польщі.
Належить до Влоцлавського повіту Куявсько-Поморського воєводства.

## Демографія
Демографічна структура станом на 31 березня 2011 року:
|          | Загалом | Допрацездатний вік | Працездатний вік | Постпрацездатний вік |
| -------- | ------- | ------------------ | ---------------- | -------------------- |
| Чоловіки | 660     | 104                | 503              | 53                   |
| Жінки    | 727     | 125                | 431              | 171                  |
| Разом    | 1387    | 229                | 934              | 224                  |